# MylingSpel
MylingSpel (Myling Spel) är ett svenskt företag, baserat utanför Påryd, som ger ut rollspel.. Mylingspel startades 2010 av Tina Engström och Jörgen Engström i samband med att Tina Engström lämnade Mindless Gaming och tog med sig utgivningen av En Garde!.

## Historik
2010 utgav MylingSpel den tredje utgåvan av det svenska rollspelet En Garde! (första utgåvan 1987) med licens från första utgåvans författare. Den andra utgåvan av spelet kom 2006, utgivet av Mindless Gaming. Ett flertal tillbehör har utkommit till utgåvan, som hjälpmedel som Spelledarskärm och Spelarhäfte, regelmodulen Väsen, äventyren Barnarov, Hjärtefrost och Lancea Longini. En Garde! III utnämndes till Bästa rollspel 2010 av tidningen Fenix läsare.
2012 utgavs Pirater!, som är en fristående men kompatibel och mer strömlinjeformad efterföljare till En Garde! III. Rollpersonerna skapas genom delvis färdiga mallar, och boken tar upp fakta om pirater, fartyg och sjöfart, regler för skeppsstrid, och en utförlig beskrivning av karibien.
2013 gav MylingSpel ut en omarbetad, licensierad jubileumsutgåva av Skuggornas Mästare, ett rollspel ursprungligen utgivet 1988 av Ragnarök Speldesign.
Sedan början av 2011 samarbetar MylingSpel med Robert Jonsson, konstruktör av Bortom: Lögnens slöja. Man ger även ut det uppföljande rollspelet Leviathan.
MylingSpel gav 2015 även ut rollspelet Starchallenge, konstruerat av Niklas Gerholm. Starchallenge recenserades i Speltidningen Fenix Nr 3, 2015.

## Utgivna produkter

### Bortom: Lögnens slöja
Bortom: Lögnens slöja är ett rollspel som utspelar sig i en nära nutid. Spelet fokuserar på skräck och mysterium. Den ursprungliga planen var att Bortom: Lögnens slöja skulle ges ut av Alltid attack förlag men grundreglerna gavs till slut ut av Mindless Gaming innan den fortsatta utgivningen gick över till MylingSpel. Grundreglerna av spelet har givits ut av MylingSpel i elektroniskt format 2011. 
- Leka med elden (2010[21])
- Kolonnerna (2010[22])
- Bortom: Visioner och fantasier (2011[23])
- Anakronismer (2012[24])
- Noas sista drag (2013[25])

### En Garde!/Pirater!
En Garde! är ett rollspel som utspelar sig under furstarnas 1700-tal. Den första utgåvan gavs ut av Ragnarök Speldesign. Spelet Pirater! är ett fristående spel men som delar regelsystem och värld som En Garde!. 
- En Garde! (2010[26])
- Hjärtefrost (2010[27])
- Väsen (2010[28])
- En Garde! III - Spelarhäfte (2011)
- En Garde! III - Spelledarskärm (2011)
- En Garde! III - Rollformulärshäfte (2011)
- Lancea Longini (2011[29])
- Barnarov (2011[30])
- Madame de Brasillachs hemlighet (2012[31])
- Skepp! (2012[32])
- Pirater! (2012[33])
- Skeppskortlek (2012)
- En hertiginnas liv och lustar (2016[34])
- Pirater! v1.5 (2018)

### Leviathan
I Leviathan har mänskligheten flytt under vattenytan efter att Maharerna har attackerat jorden. Under ytan lever de i städer som ligger på havets botten, allt under den FN-liknande organisationen GEMA:s vakande öga. Utspelar sig i samma universum som Bortom: Lögnens slöja. 
- Leviathan (2014[35])
- Konfliktkortlek (2014)
- Kartpaket (2014[36])
- Skuggstaten (2015[37])
- Polaris: smugglarnas stad (2016[38])
- Under ytan: Volym I (2017[39])
- Svart Svan: Det mahariska kriget (2018[40])

### Skuggornas Mästare
Skuggornas mästare är ett mysterie- och agentrollspel som utspelar sig i nutid. Den första versionen gavs ut av Ragnarök Speldesign.
- Skuggornas mästare (2013[41])
- Stuntkortlek (2013[42])
- Skuggornas väsen (2014[43])
- Skuggornas gömmor (2014[44])

### Övriga rollspel
- Förbannad (2014)
- Starchallenge (2015[45])
- Tenebris - protocol alpha (2016[46])
- Legend (2020[47])

### Övriga böcker
- Solkungens rike (2010[48]) - En faktabok som går igenom Frankrike år 1700.
- Den svarta änkan (2016[49])  - Ett äventyr till rollspelet Action! reloaded.